# Automobiles S.A.S.
Automobiles S.A.S. war ein französischer Hersteller von Automobilen.

## Unternehmensgeschichte
Das Unternehmen aus Paris begann 1927 mit der Produktion von Automobilen. Der Markenname lautete SAS. 1929 endete die Produktion.

## Fahrzeuge
Im Angebot standen Modelle, die mit Einbaumotoren von CIME ausgestattet waren. Zur Wahl standen Vierzylindermotoren mit 1494 cm³ und 1598 cm³ Hubraum sowie Sechszylindermotoren mit 1215 cm³ und 1491 cm³ Hubraum. Einzige bekannte Karosserievariante war eine flache viertürige Limousine.